# Saint-Chinian
Saint-Chinian là một xã thuộc tỉnh Hérault trong vùng Occitanie phía nam nước Pháp.